# Trinajsti bojevnik
Trinajsti bojevnik (izvirni angleški naslov The 13th Warrior) je akcijski zgodovinski film, ki je bil premierno prikazan leta 1999. Film temelji na romanu Jedci mrtvih avtorja Michaela Crichtona, ta pa na resničnih zapisih arabskega pisatelja in popotnika Ahmeda ibn Fadlana ter staroangleškem junaškem epu Beowulf. Film sta režirala John McTiernan in Crichton sam. Glavni vlogi sta odigrala Antonio Banderas kot Ahmad ibn Fadlan in Vladimir Kulich kot Buliwyf (Beowulf).
Prvotni naslov filma je bil enak naslovu romana. Produkcija se je pričela leta 1997. Film je bil večkrat na novo montiran, saj testnemu občinstvu ni bil všeč. Na koncu so izid prestavili za eno leto in na novo posneli več ključnih scen s Crichtonom kot režiserjem, naslov pa spremenili v Trinajsti bojevnik. Na koncu je po ocenah stal več kot 160 milijonov dolarjev. Slabo so ga sprejeli tako kritiki kot občinstvo in skupaj je v času predvajanja v kinematografih prinesel le nekaj več kot 60 milijonov prihodkov. Nekoliko uspešnejša je bila le izdaja za domači video trg. Igralca Omarja Sharifa je vloga tako razočarala, da je za več let prenehal z igranjem.

## Zgodba
Film spremlja zgodbo diplomata Ahmada Ibn Fahdlana, ki v domačem Bagdadu razjezi vplivnega plemiča, zato ga kalif odstrani iz mesta tako da ga pošlje za veleposlanika na Sever. S sopotnikom Melchisidekom naletita na skupino vikinških vojščakov, ki jim je pravkar umrl kralj. Sporazumevajo se s težavo, saj Vikingi govorijo le nordijsko, Ahmad in Melchisidek pa arabsko. Kmalu po izvolitvi Buliwyfa za vodjo se zateče v tabor mladenič in prosi za pomoč pri obrambi svoje vasi pred starodavno mitsko nadlogo.
Skupina poišče nasvet pri vedeževalki, ki prerokuje, da se mora nevarnosti zoperstaviti natančno trinajst mož, eden od katerih ne sme biti Nordijec. Tako postane Ahmad trinajsti bojevnik, del skupine, ki odpotuje proti napadeni vasi. Ahmad je kot tujec zaradi svoje nizke rasti in majhnega konja predmet posmeha ostalih. Zato se s poslušanjem med potjo nauči njihovega jezika, spoštovanje pa pridobi tudi s svojo spretnostjo pri ježi.
Kmalu po prihodu v vas jih ponoči napadejo sovragi, ki jih vaščani imenujejo Vendoli. Imajo podobo križanca med medvedom in človekom, strah pa vzbujajo tudi z ognjenimi baklami. Po spopadu ne pustijo za seboj nobenega trupla. Napadi se nadaljujejo in kljub poskusom utrjevanja vasi je ob vsakem spopadu preživelih manj. Buliwyf poleg tega posumi, da Vendoli niso nobena mitološka bitja, temveč ljudje, zato se odloči, da jih bo skupina zasledovala do njihovega prebivališča in jih napadla tam.
Vendolom sledijo do ogromne jame v bližini, kjer odkrijejo, da gre za primitivno ljudožersko ljudstvo. Buliwyf najde in ubije njihovo matrono, a ga ta ob tem rani z zastrupljenim rezilom. Preživeli bojevniki nato zbežijo pred zasledovalci skozi podvodni prehod do morja. V vasi se pripravijo na končni obračun. Kmalu se pojavijo Vendoli in oboji se zapletejo v epsko bitko. Buliwyf naposled ubije njihovega poveljnika in ostali Vendoli se premagani umaknejo.
Kmalu po koncu bitke Buliwyf podleže strupu in pokopljejo ga z vsemi častmi. Ahmad ibn Fadlan se na koncu vrne v domovino, hvaležen, da je na severu »postal mož, koristen Gospodov služabnik«.